# 河田悠希
河田悠希（日语：／ Kawata Yūki，1997年6月16日—），日本射箭運動員，他代表日本隊參加了日本舉行的2020年夏季奧林匹克運動會，並且在男子團體比賽上獲得銅牌。